# 米利山国家公园保留地
米利山国家公园保留地（英語：Akami–Uapishkᵘ-KakKasuak-Mealy Mountains National Park Reserve）是由加拿大紐芬蘭與拉布拉多省提议在拉布拉多建立的一处加拿大国家公园，其面积约为10,700平方（4,131平方英里）。除了米利山脉外，该公园还将拉布拉多海的大部分北方針葉林，凍原和50公里海岸线纳入保护范围内。一旦建成，这里将成为加拿大东部最大的国家公园。公园内有各种野生动物，其中还包括濒危的米利山林地驯鹿群。除此之外还有：拉布拉多灰狼、美洲黑熊、美洲貂和两种狐狸等哺乳动物生活在此。当地政府与生活在此地的原住民（因纽特人、因努伊人和努纳图卡武特人）达成协议，允许他们依旧在保护区内进行狩猎与捕鱼。

## 背景
加拿大公园管理局和国家公园管理机构制定了一个国家级系统计划，设立能够代表该国自然环境的39个国家公园和8个国家公园保留地。 2001年，加拿大公园管理局开始研究在拉布拉多东海岸建立一个，可以代表北方針葉林国家公园计划的可行性。之后，专门为此成立的一个指导委员会，在梅尔维尔湖附近开了一系列的研究会议。而该地区的居民也针对建立保护区后对他们在此地生活影响方面提出了一系列的疑问，包括：继续使用个人建造的小木屋、野炊、砍伐自用木材、草药和浆果的采摘、钓鱼、捕猎是否能够继续进行。
2008年，指导委员会认为可以在此地建立一个国家公园。 该地区被划为国家公园保护地，因为在这里建立国家公园的土地需要和当地土著进行谈判以获得。设立保护地是为将来升级为国家公园做准备，等待与土著的土地谈判达成一致。在此之前，保护地便依照加拿大的国家公园法案进行管理。
2010年2月5日，该公园由当时的加拿大环境部长彭迪思在拉布拉多的欢乐谷—古斯贝宣布成立。与此同时，紐芬蘭與拉布拉多省政府宣布，将在当地建立一个省级水道公园。它将毗邻米利山，以保护鹰河分水岭，两处公园一共占地面积达13,000平方（5,019平方英里）。 这处国家公园与其他大多数都不一样，这里允许原住民狩猎，捕鱼和砍伐木材供个人使用。 但是不允许采矿和对土地的进一步开发。来自加拿大北方倡议组织的拉里·英尼斯是指导委员会的一员，他说：“政策的这一点变化是十分因地制宜的，在这里建国家公园的重要性不单单是体现在这是北美洲东部地区最大的保护区，更体现在政策针对当地居民做出的改变。”
加拿大自然保护组织的亚历克斯·麦克唐纳（Alex MacDonald）表示他们一直在向当地政府游说在建立公园。麦克唐纳说：“保护一个面积如此巨大的地区将会对此地的——河流栖息地、水生生态系统、苔原栖息地以及北方森林地区的维持起到非常大的积极作用。”
联邦政府则在2015年重申了对公园保护区的承诺，提出将“Akami–Uapishkᵘ-KakKasuak-Mealy Mountains National Park Reserve”作为该国的第九个国家公园保护区名称。“Akami-Uapishkᵘ”是该地区指因努伊（Innu）的用词，意思是白色山脉，而“KakKasuak”则是当地指拉布拉多因努伊特山的用词。 国家公园最终是否能够建立还取决于谈判的影响以及利益的分配。